# Ленс Армстронг
Ленс Армстронг (англ. Lance Armstrong, справжнє ім'я — Ленс Едвард Гундерсон; нар. 18 вересня 1971) — американський професійний велогонщик. З 1999 по 2005 роки Ленс Армстронг сім разів поспіль перемагав на «Тур де Франс» — найпрестижніших велоперегонах світу. Цим самим він перевершив попередній рекорд (5 перемог) яким володіли Мігель Індурайн, Едді Меркс, Бернар Іно і Жак Анкетіль. Ще до першої перемоги на Турі Армстронг пережив хворобу на рак, причому лікарі вважали його стан безнадійним. Після перемоги на Тур де Франс 2005 року Ленс Армстронг завершив кар'єру професійного велогонщика. У січні 2009 р. Армстронг продовжив кар'єру. У серпні 2012 року позбавлений усіх титулів за звинуваченням у прийнятті допінгу.
Серед інших успіхів Армстронга — титули чемпіона США та Чемпіона Світу з велоперегонів у 1993 році.

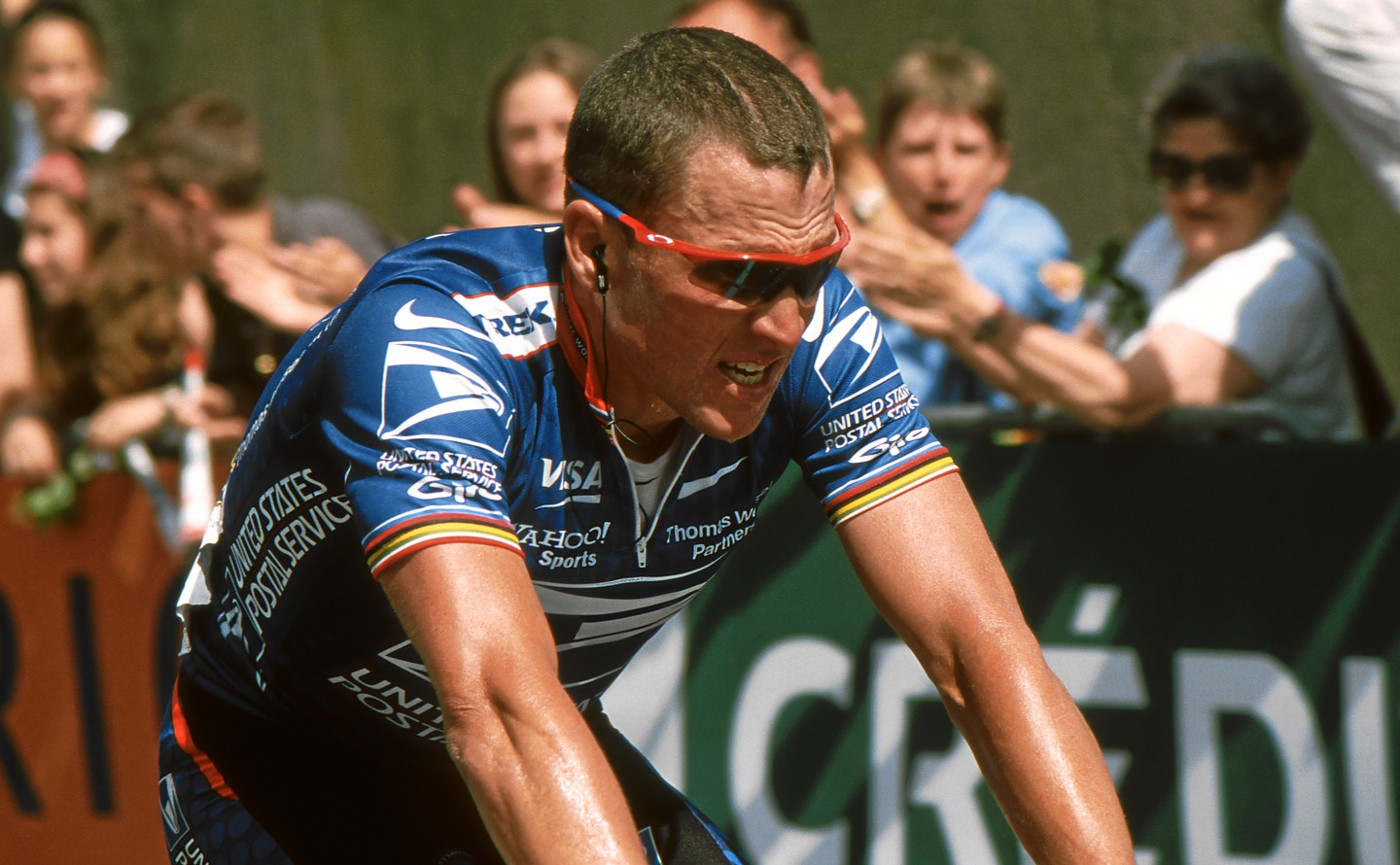
Ленс Армстронг, 25 травня 2002

Спортивні успіхи Армстронга і драматична перемога над раком надихнули його на створення «Фонду Ленса Армстронга», благодійної організації, яка допомагає людям, хворим на рак. У 2004 році Фонд почав випускати жовті браслети «Livestrong» («живи сильно», співзвучно до прізвища «Армстронг»), які принесли Фонду більш ніж 60 мільйонів доларів на боротьбу з раком.
9 вересня 2008 року Армстронг оголосив про повернення у великий велоспорт, він буде виступати під керівництвом Йохана Брюнеля під прапором казахстанської команди «Астана».

## Звинувачення у прийнятті допінгу
Ленса Армстронга неодноразово звинувачували у зловживанні незаконними допінговими препаратами. Вперше ці звинувачення прозвучали 1999 року, проте тоді, як і пізніше, спортсмен зумів довести свою невинуватість.
Американська антидопінгова агенція звинуватила команду Поштової служби США, лідером якої був Армстронг, у впровадженні «найвитонченішої та найуспішнішої допінгової програми за всю історію спорту». Армстронг не тільки сам регулярно вживав стимулятори, але й примушував робити це своїх товаришів по команді, інакше їм загрожувала заміна.
14 червня 2012 Американське антидопінгове агентство ініціювало нове розслідування у цій справі. Армстронг намагався через суд спростувати таку інформацію, проте йому це не вдалося. 23 серпня Ленс заявив, що не буде намагатися доводити правоту, тож 24 серпня Агентство запропонувало Міжнародному союзу велосипедистів позбавити Армстронга усіх семи перемог на Тур де Франс та довічно дискваліфікувати його.
27 серпня виконавчий директор Американського антидопінгового агентства Тревіс Тайгарт заявив, що Ленс Армстронг може зберегти більшу частину титулів, якщо велогонщик публічно підтвердить вживання допінгу та «приєднається до боротьби» з ним.
22 жовтня 2012 Міжнародний союз велосипедистів дослухався до рекомендацій Американської антидопінгової агенції і позбавив семиразового чемпіона «Тур де Франс» Ленса Армстронга усіх його спортивних титулів від 1999 року і дискваліфікував довічно. Також йому необхідно повернути всі призові, отримані ним за цей час.